# Alfred Louis Kroeber
Alfred Louis Kroeber (Hoboken, 11 de junho de 1876 — Paris, 5 de outubro de 1960) foi um antropólogo estadunidense.
Após formar-se em inglês pela Universidade de Columbia, em 1897, estudou antropologia com Franz Boas e em 1901 apresentou tese sobre o simbolismo decorativo dos Arahapo, tribo indígena de Montana. No mesmo ano fundou o Departamento de Antropologia da Universidade da Califórnia, em Berkeley, ao qual ficou ligado até aposentar-se, em 1946. Foi depois professor visitante em diversas Universidades norte-americanas (Chicago, Columbia, Harvard e Yale).

## Biografia
Kroeber tinha um campo de pesquisa amplo, incluindo desde os indígenas da Califórnia, até estudos sobre indígenas das planícies e do povo tradicional zuñi. Seus interesses e competência eram mais abrangentes que os de qualquer outro antropólogo norte-americano de sua época. Kroeber deu importantes contribuições não somente à arqueologia da Califórnia, do vale do México e do Peru, como também aos estudos de lingüística, folclore e estrutura social.
Sua obra teve grande interesse teórico, especialmente por sintetizar e relacionar vários campos da Antropologia. Citado como um dos maiores representantes da orientação culturalista na antropologia norte-americana, deve esta fama a um artigo publicado em 1917, sob o título de O Superorgânico, onde procura mostrar a cultura como um sistema independente da natureza. Muito criticado por este trabalho, Kroeber teve o mérito de lançar ao debate algumas idéias que apareciam de modo implícito em muitos dos trabalhos de antropologia de seu país.
Sua obra caracterizou-se pela profundidade teórica e amplitude dos temas tratados, que abrangiam desde os sistemas classificatórios de parentesco, categorias lingüísticas, estilos de arte, mudança cultural, linguagem por sinais, contos épicos e até mesmo moda feminina. Teve enorme influência sobre os investigadores do seu tempo e deixou alguns ensaios de grande importância, grande parte reunida em seu livro Natureza da cultura.
Kroeber foi um dos fundadores da Associação Antropológica Americana e seu presidente em 1917. Antes, em 1906, já havia presidido a Sociedade de Folclore Americano e depois, em 1940, veio a presidir a Sociedade Lingüística da América.

## Lista parcial de trabalhos
- Indian Myths of South Central California (1907), University of California Publications in American Archaeology and Ethnology 4:167–250. Berkeley.
- The Religion of the Indians of California (1907), University of California Publications in American Archaeology and Ethnology 4:6.
- Kroeber, Alfred Louis; Waterman, Thomas Talbot; Sapir, Edward; Sparkman, Philip Stedman. «Notes on California folk-lore». Journal of American Folklore. 21 (80): 35–42. JSTOR 534527. doi:10.2307/534527. hdl:2027/uc1.31822005860226
- Handbook of the Indians of California (1925), Washington, D.C.: Bureau of American Ethnology Bulletin No. 78
- "Native American Population" (1934) in American Anthropologist, Vol. 36, No. 1.
- The Nature of Culture (1952). University of Chicago.
- with Clyde Kluckhohn: Culture. A Critical Review of Concepts and Definitions (1952). Cambridge.
- Anthropology: Culture Patterns & Processes (1963). Nova York: Harcourt, Brace & World (ed. 1923 e 1948).